# 傑森·貝
傑森·雷蒙德·貝（英語：Jason Raymond Bay，1978年9月20日—），出生於加拿大不列顛哥倫比亞，為美國的職業棒球選手，現已退休。

## 棒球生涯

### 早期生涯
傑森·貝小时候就取得一定的成就，1990年他带領一支實力較弱的球隊闖入世界少棒大赛。2000年貝在第22輪被蒙特利博覽會挑中，之后他從短期1A開始了職棒生涯。2002年3月24日，貝被交易到紐约大都會。在2002年交易截止日期之前貝又被大都會换到聖地牙哥教士。2003年5月23日，貝在大聯盟首次亮相，並在第九局擊出他在大聯盟的第一支全壘打（也是第一支安打）。兩天之后，貝被一個觸身球擊中右手腕而受傷。

### 匹兹堡海盗

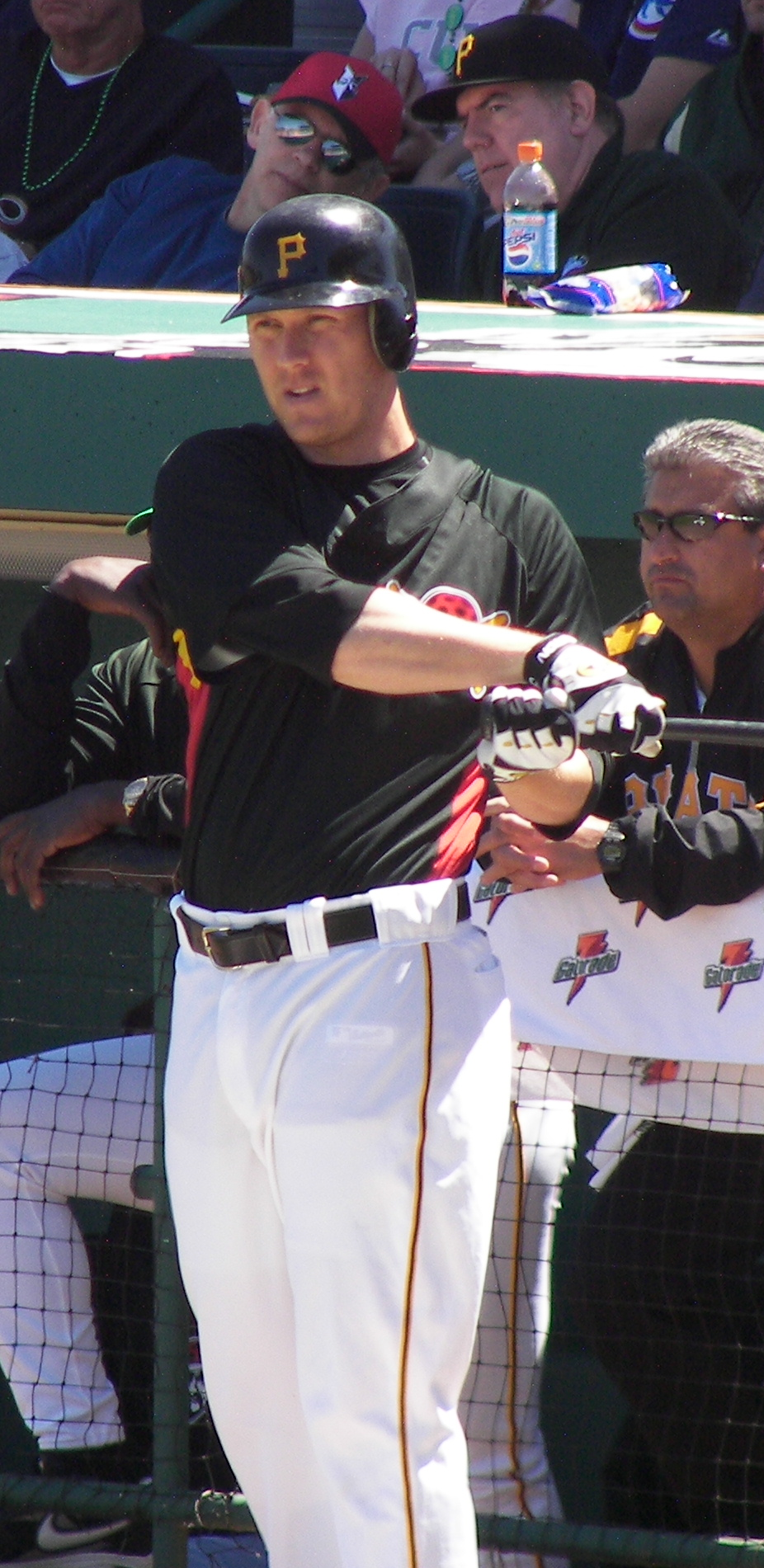
2007年春訓時的杰森·贝

2003年8月26日，教士队用贝、奥利弗·佩雷斯（Óliver Pérez）和科里·斯图尔特（Cory Stewart）打包交换海盗队的布莱恩·贾尔斯（Brian Giles）。这个赛季贝总共在大联盟出赛30场，打击率2成87、4支全垒打和14分打点。
赛季结束后贝进行了手术，直到2004年5月份才重回球队。尽管错过了开季1个月的比赛，但作为一个新秀，他还是展现了强大的火力，在120场比赛中击出26支全垒打和82分打点，在国联新秀中排名第一。另外他的长打率（.550）、长打数（54支）和垒打数（226）也在国联新秀中领先。他的26支全垒打打破了1936年由约翰尼·里佐创造的23支全垒打海盗队队史新人纪录。贝被选为了体育新闻杂志国家联盟年度最佳新人，这是继1982年二垒手约翰尼·雷伊（Johnny Ray）和杰森·肯达尔（Jason Kendall）第三位获此殊荣的海盗队球员，这也是第一位加拿大籍球员赢得此奖项。
2005年贝第一次入选了全明星赛，但他是唯一一位没在该场比赛中上场的球员。他同时也参加了该年的全垒打大赛，但他在第一轮中没击出任何全垒打，被淘汰出局。杰森·贝以3成06的打击率、32支全垒打、101分打点结束2005赛季，这三项数据都是海盗球员中最高的。
贝在2006年5月单月击出12支全垒打（海盗队史新纪录），其中5月22日到5月28日连续六场开轰，距离大联盟连8场全垒打纪录只差两场。这一年贝第一次被选为全明星赛先发外野手。这是继安迪·范·斯莱克（Andy Van Slyke）之后第一位在全明星赛先发的海盗队球员。
2007年贝由于受伤而进入了一段低潮期，这个赛季他的打击率仅为2成47。
2008年贝又恢复了状态，在全明星赛之前就贡献了22支全垒打和64分打点。在5月份对芝加哥小熊的系列赛中连续两场比赛打出再见安打，这也是他职业生涯第一和第二支再见安打。1个月之后，贝又在对坦帕湾光芒的比赛中击出生涯的第三支再见安打。

### 波士顿红袜

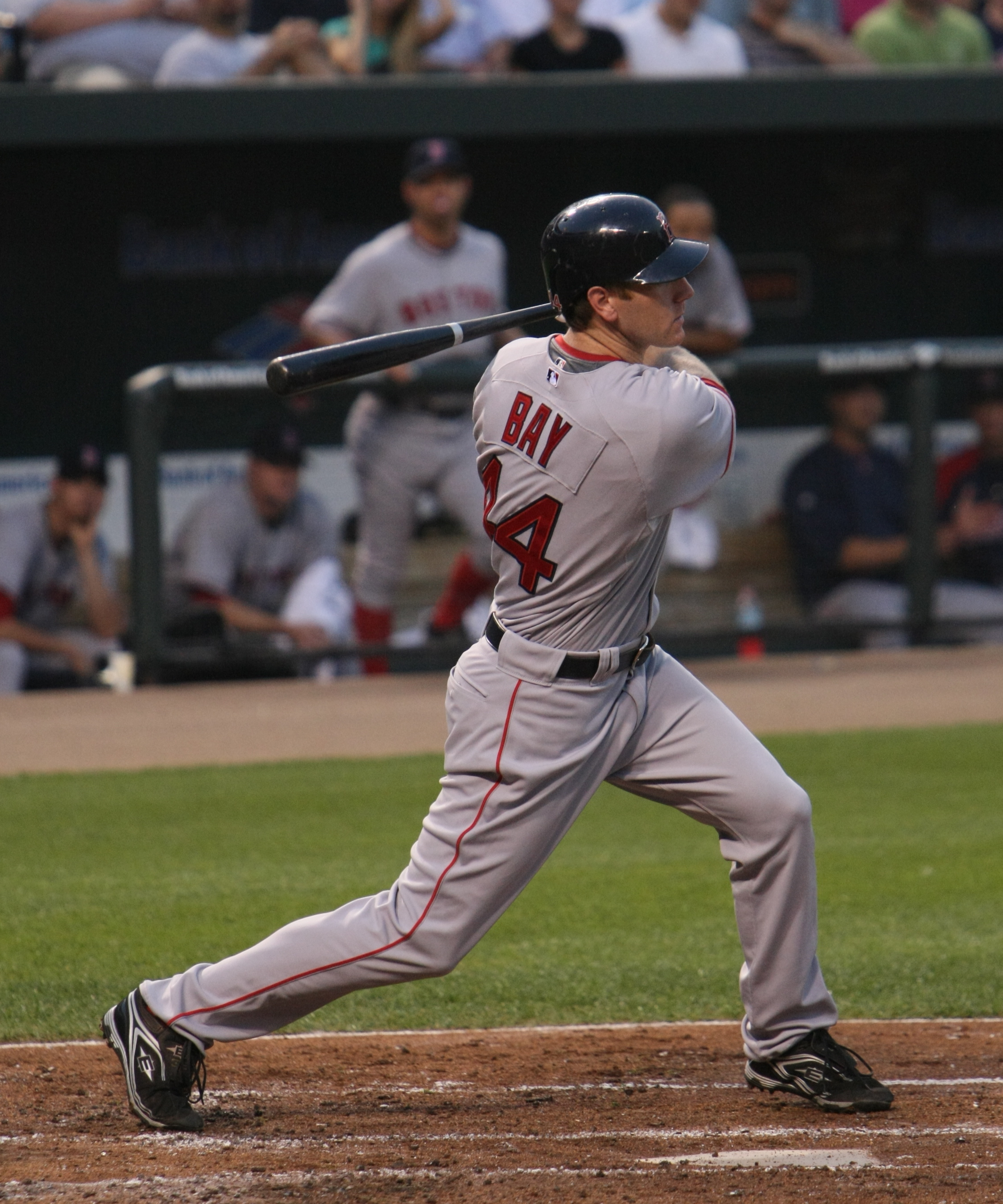

2008年交易截止日期的最后一天，贝在一个三队交易中被换到了波士顿红袜。在红袜队的处女秀中，贝表现出色，跑回了全队所有的分数，帮助红袜在第12局以2比1击败奥克兰运动家。之后他在第二场比赛的第一局就击出三分全垒打，给红袜队球迷留下很好的印象。这个赛季杰森·贝在红袜总共打了49场比赛，打击率2成93，还有9支全垒打。
杰森·贝也跟随红袜队参加季后赛，这是他在季后赛中的首次亮相。他在美联分区赛对洛杉矶安那罕天使的前两场比赛分别击出全垒打。在第四场比赛的第九局，靠着杰德·罗锐的再见安打，贝跑回本垒得到致胜分，帮助红袜队淘汰对手。而美联冠军赛对坦帕湾光芒的七场系列赛中，贝17个打数击出7支安打（打击率4成12），另外还有两支全垒打和5分打点。
2009年10月13日，杰森·贝宣布投入自由球员市场，但亦表示红袜队仍然是其优先考虑的球队。

### 紐約大都會

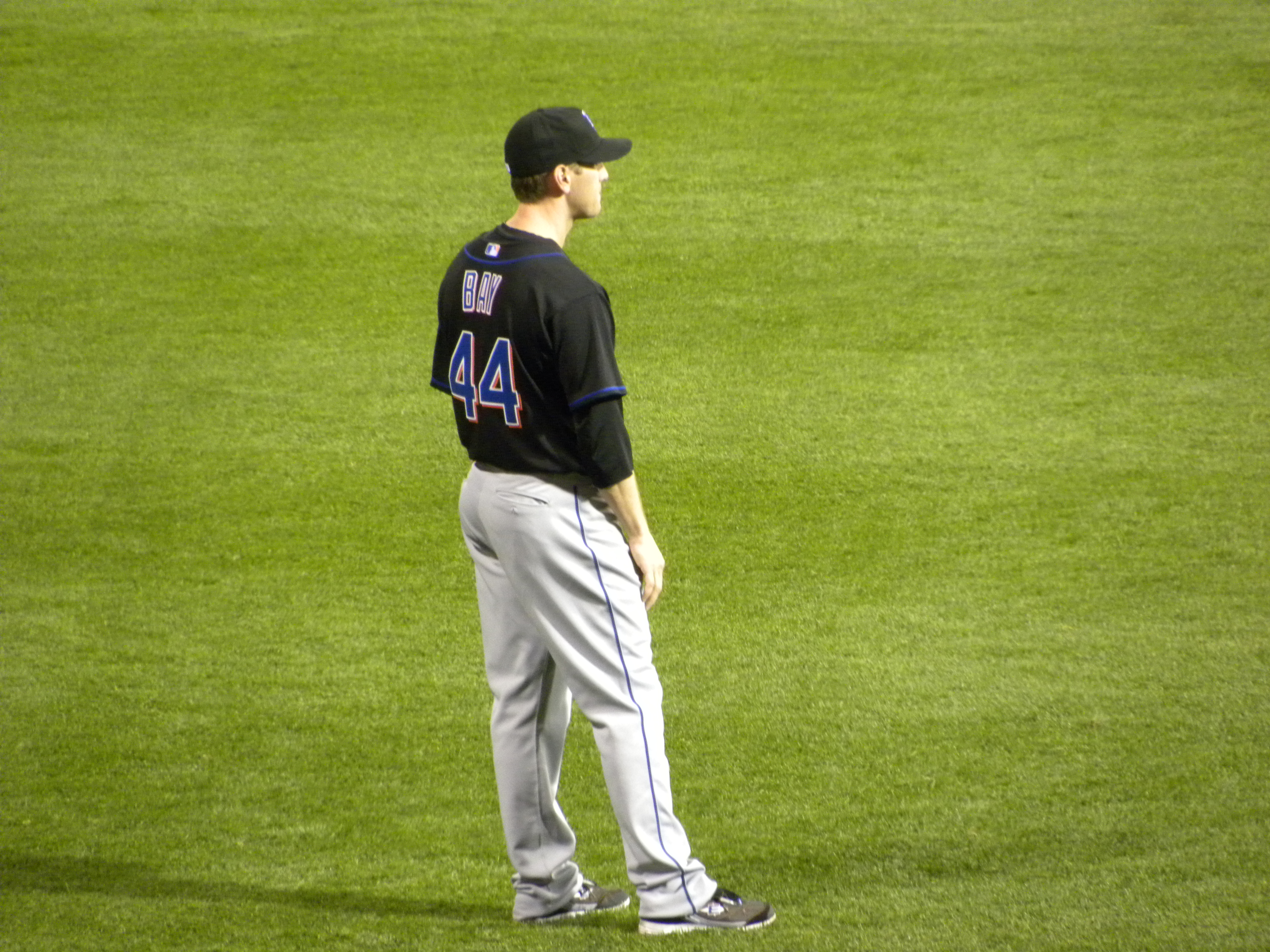

2009年12月29日，傑森·貝和紐約大都會簽下4年6600萬美金加上一年球隊選擇權的合約。

### 西雅圖水手
2012年12月8日，貝恩與水手同意1年合約

### 退休
2014年，婉拒日本職棒讀賣巨人隊的邀約，並宣布退休。。

## 私人生活
杰森·贝和他的妻子拥有两个女儿，大女儿于2006年11月19日在匹兹堡出生，而小女儿则是2008年9月16日在波士顿出生。
贝的妹妹勞倫·雷古拉（Lauren Regula）是职业垒球投手，她代表加拿大参加了2004年的雅典奥运、2008年的北京奥运和2020年的东京奥运。
贝在接受波士顿媒体公开采访时说他父亲是个死忠的红袜球迷，甚至在他小时候他父亲还买红袜队的连身衣给他穿。贝还记得他小时候的卧室里贴着两位红袜队著名球星卡尔·雅泽姆斯基和吉姆·赖斯的海报。
贝的妻子和两个女儿都是美国人，而他自己也于2009年7月2日在波士顿宣誓成为美国公民。

## 職棒生涯成績
| 年度   | 球隊         | 出賽 | 打數 | 打點 | 得分 | 安打 | 二壘打 | 三壘打 | 全壘打 | 四死 | 三振 | 盜壘 | 打擊率 |
| 2003年 | 聖地牙哥教士 | 3    | 8    | 2    | 2    | 2    | 1      | 0      | 1      | 1    | 1    | 0    | 0.250  |
| 2003年 | 匹茲堡海盜   | 27   | 79   | 12   | 13   | 23   | 6      | 1      | 3      | 18   | 28   | 3    | 0.291  |
| 2004年 | 匹茲堡海盜   | 120  | 411  | 82   | 61   | 116  | 24     | 4      | 26     | 41   | 129  | 4    | 0.282  |
| 2005年 | 匹茲堡海盜   | 162  | 599  | 101  | 110  | 183  | 44     | 6      | 32     | 95   | 142  | 21   | 0.306  |
| 2006年 | 匹茲堡海盜   | 159  | 570  | 109  | 101  | 163  | 29     | 3      | 35     | 102  | 156  | 11   | 0.286  |
| 2007年 | 匹茲堡海盜   | 145  | 538  | 84   | 78   | 133  | 25     | 2      | 21     | 59   | 141  | 4    | 0.247  |
| 2008年 | 匹兹堡海盗   | 106  | 393  | 64   | 72   | 111  | 23     | 2      | 22     | 59   | 86   | 7    | 0.282  |
| 2008年 | 波士顿红袜   | 49   | 184  | 37   | 39   | 54   | 12     | 2      | 9      | 22   | 51   | 3    | 0.293  |
| 2009年 | 波士顿红袜   | 151  | 531  | 119  | 103  | 142  | 29     | 3      | 36     | 94   | 162  | 13   | 0.267  |
| 2010年 | 紐約大都會   | 95   | 348  | 47   | 48   | 90   | 20     | 6      | 6      | 44   | 91   | 10   | 0.259  |
| 合計   | 8年          | 1017 | 3661 | 657  | 627  | 1017 | 213    | 29     | 191    | 535  | 987  | 76   | 0.278  |

## 外部連結
- 球員資訊和成績在MLB ，ESPN ，Retrosheet ，Baseball Reference ，Baseball Reference (Minors) ，Fangraphs ，The Baseball Cube （英文）
- 福克斯网站上杰森·贝视频 （页面存档备份，存于）
- ESPN网站上杰森·贝视频

| 獎項                   | 獎項                                      | 獎項                 |
| ---------------------- | ----------------------------------------- | -------------------- |
| 前任： 唐崔利·威利斯   | 国家联盟年度最佳新人奖 2004年             | 繼任： 莱恩·霍华德   |
| 前任： 史考特·波塞尼克 | 球员评选国家联盟最杰出新人奖 2004年       | 繼任： 威利·塔瓦拉斯 |
| 前任： 史考特·波塞尼克 | 体育新闻杂志国家联盟年度最佳新人奖 2004年 | 繼任： 威利·塔瓦拉斯 |
| 前任： 亚伯特·普荷斯   | 国家联盟月最佳球员 2006年4月              | 繼任： 大卫·莱特     |